# Philharmostes basicollis
Philharmostes basicollis is een keversoort uit de familie Hybosoridae. De wetenschappelijke naam van de soort is voor het eerst geldig gepubliceerd in 1897 door Fairmaire.